# Leonardo de Zori
Leonardo de Zori (... – Sardegna, 1392) è stato un nobile ed ecclesiastico sardo, cancelliere e arcivescovo metropolita d'Arborea dal 1387 fino alla sua morte.

## Biografia
Membro della casata regnante d'Arborea, fu in giovane età canonico della cattedrale di Santa Maria, ad Oristano, venendo poi, il 31 luglio 1355, elevato alla carica di vescovo di Santa Giusta. 
Il 28 aprile 1383 fu fatto nunzio apostolico per la Sardegna, all'epoca scossa dalla lunga guerra sardo-catalana.
Il 26 giugno 1386 si recò con Comita Pancia, in veste di ambasciatore e cancelliere giudicale, presso la corte aragonese di Pietro IV d'Aragona, nel tentativo di raggiungere un accordo di pace, raggiunto il 31 agosto dello stesso anno. La firma dell'accordo fu però notevolmente ritardata dalla morte del sovrano catalano, avvenuta nella notte tra il 4 ed il 5 gennaio del 1387, costringendo i due ambasciatori a fare ritorno nell'isola. 
Assunto poco dopo il titolo di arcivescovo metropolita dell'Arborea, promise di versare alla Santa Sede 200 fiorini d'oro. Pochi mesi dopo, il 24 gennaio 1388, fu presente alla firma degli accordi di pace tra il giudicato ed il regno d'Aragona.
Il 14 maggio 1389 ricevette mandato da papa Urbano VI di rendere nulla, in caso di colpevolezza, qualsiasi concessione fatta dalla Chiesa a Valore e Bernardo di Ligia, nobili arborensi imputati dalla giudicessa reggente Eleonora di essere i mandanti dell'omicidio di Ugone III e di sua figlia Benedetta. 
Risultava già deceduto nel 1392.